# Красляни
Красля́ни — село в Україні, у Прилуцькому районі Чернігівської області. Населення становить 487 осіб. Входить до складу Ладанської селищної громади.

## Історія
Входило до складу Переволочанської сотні Прилуцького полку Гетьманської України (1649—1781).
Найдавніше знаходження на мапах 1800 рік
У 1862 році у селі володарському та казеному Красляне ( Крісляне ) була церква, 2 заводи та 145 дворів де жило 1019 осіб
У 1911 році у селі Красля́ни була Миколаївська церква,  земська школа та жило 1652 особи
До 2020 року орган місцевого самоврядування — Краслянська сільська рада.

## Населення

### Мова
Розподіл населення за рідною мовою за даними перепису 2001 року:
| Мова            | Кількість | Відсоток |
| --------------- | --------- | -------- |
| українська      | 465       | 95.48%   |
| російська       | 16        | 3.29%    |
| білоруська      | 5         | 1.03%    |
| інші/не вказали | 1         | 0.20%    |
| Усього          | 487       | 100%     |